# Torta Esterházy
La torta Esterházy (Esterházy torta) è un dolce ungherese.

## Storia
La torta Esterházy prende il nome dal principe Paolo III Antonio Esterházy di Galantha (1786–1866), membro della dinastia Esterházy e diplomatico dell'Impero austriaco, e fu inventata dai pasticceri di Budapest alla fine del XIX secolo.

## Caratteristiche

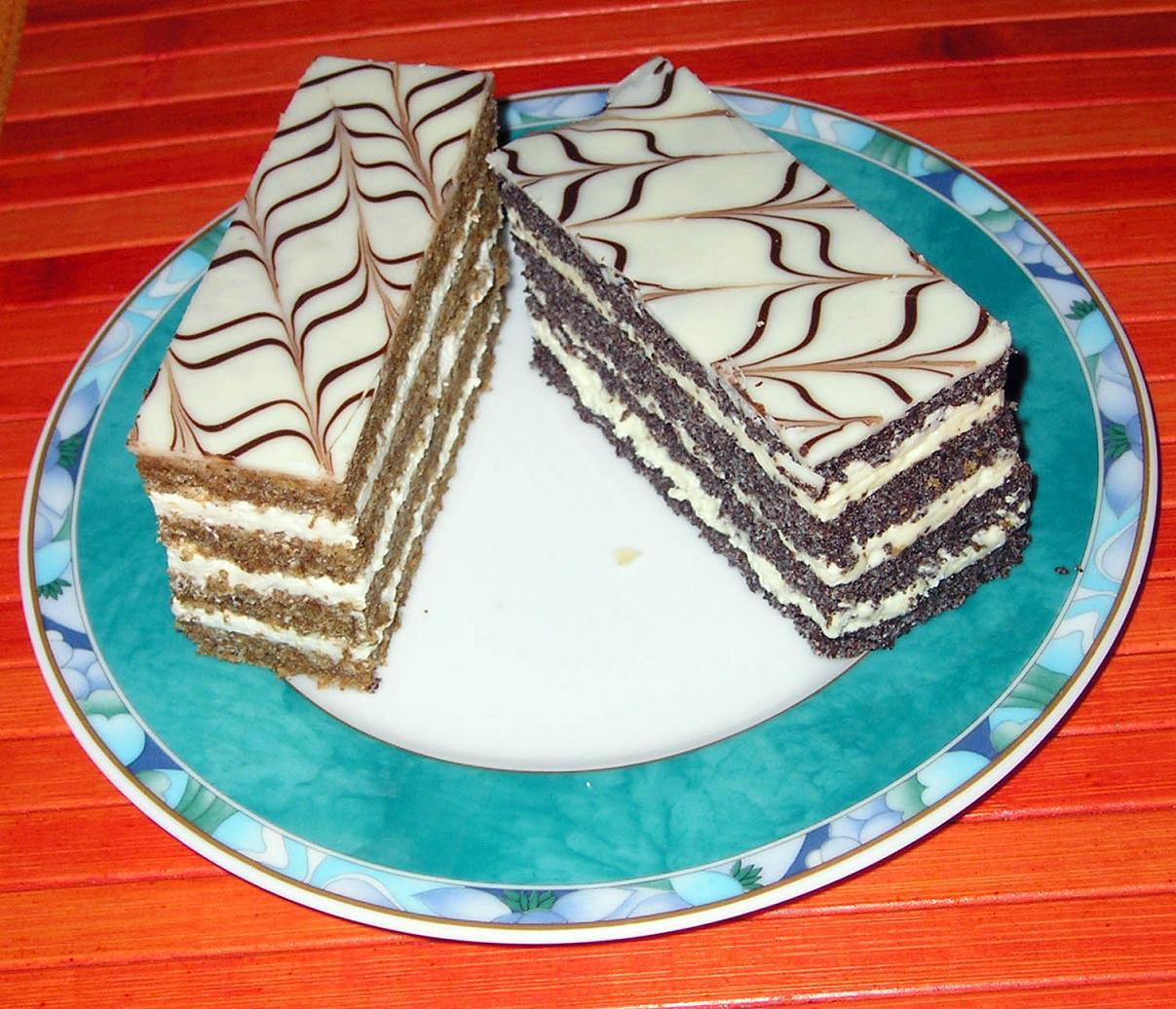
Esterházy Schnitten

La torta Esterházy è composta da crema al burro aromatizzata con cognac o vaniglia spalmata su quattro e cinque strati di pasta di meringa e mandorle grattugiate. La torta è in genere ricoperta da una glassa fondente e decorata con un caratteristico motivo a strisce di cioccolato. Esistono molte varianti della torta. Essa può infatti presentare le noci al posto delle mandorle e vengono anche preparate delle torte Esterházy contenenti frutta o pan di spagna. Quando ha forma squadrata il dolce prende il nome di Esterházy Schnitten.